# Karl Ehrlich
Karl Ehrlich (né le 17 octobre 1896 à Vienne, mort le 8 février 1962 dans la même ville) est un producteur de cinéma autrichien.

## Filmographie
- 1931 : Sur le pavé de Berlin
- 1932 : Une jeune fille et un million
- 1933 : La Vie tendre et pathétique
- 1935 : Episode
- 1948 : Der Engel mit der Posaune
- 1952 : Vienne, premier avril an 2000
- 1953 : Du bist die Welt für mich
- 1954 : Les Jeunes Années d'une reine
- 1955 : Sissi
- 1955 : Mam'zelle Cri-Cri
- 1956 : Sissi impératrice
- 1956 : Bal à l'Opéra
- 1957 : Scherben bringen Glück (de)
- 1957 : Sissi face à son destin
- 1958 : La Maison des trois jeunes filles
- 1959 : Éva ou les Carnets secrets d'une jeune fille
- 1960 : Le Brave Soldat Chvéïk